# Агонисты 5-HT1A-рецепторов
Агонисты 5-HT1A-рецепторов подразделяются на частичные (парциальные) и полные агонисты.

## Список агонистов 5-HT1A-рецепторов

### Полные агонисты 5-HT1A-рецепторов
- 8-OH-DPAT[1]
- Алнеспирон[2][3][4]
- Бефирадол[5][6][7][8][9][10]
- Эптапирон[11][12]
- F-15,599[13][14]
- Лесопитрон[15]
- LY-293,284[16][17]
- Осемозотан[18]
- Репинотан[19][20]
- U-92,016-A[21][22]

### Парциальные агонисты 5-HT1A-рецепторов
Парциальные агонисты — это агонисты, проявляющие меньшую способность к стимуляции рецептора, чем полные агонисты.
Парциальными агонистами 5-HT1A серотонинового рецептора являются многие вещества и лекарства, в том числе ряд антидепрессантов, небензодиазепиновых анксиолитиков, типичных и атипичных антипсихотиков, а также некоторые галлюциногены и эмпатогены, некоторые антимигренозные, антипаркинсонические, гипотензивные препараты.

#### Антидепрессанты
- Тразодон
- Нефазодон
- Вилазодон
- Вортиоксетин

#### Небензодиазепиновые анксиолитики
- Биноспирон
- Буспирон
- Гепирон
- Залоспирон
- Каннабидиол
- Ипсапирон
- Пероспирон
- Тандоспирон
- Тиоспирон

#### Атипичные антипсихотики
- Арипипразол
- Азенапин
- Зипрасидон
- Кветиапин
- Клозапин
- Луразидон
- Оланзапин

#### Типичные антипсихотики
- Галоперидол

#### Гипотензивные препараты
- Урапидил
- Раувольсцин

#### Антимигренозные препараты
- Эрготамин
- Дигидроэрготамин

#### Галлюциногены
- ЛСД
- Псилоцин
- Псилоцибин

#### Эмпатогены
- МДМА

#### Дофаминергические антипаркинсонические препараты
- Лизурид

#### Препараты, улучшающие либидо и сексуальную функцию
- Йохимбин

#### Разные и исследовательские препараты
- 5-карбоксамидотриптамин (5-CT)
- 5-метокситриптамин (5-MT)
- 5-MeO-DMT
- Адатансерин
- Флибансерин
- Альфа-этилтриптамин (αET)
- Альфа-метилтриптамин (αMT)
- Bay R 1531
- Бефирадол
- Буфотенин
- Элтопразин
- Этоперидон
- F-11,461
- F-12,826
- F-13,714
- F-14,679
- Флезиноксан
- Гинкго Билоба[23]
- LY-301,317
- Эбалзотан
- Налузотан
- Пиклозотан
- Саризотан
- NBUMP
- RU-24,969
- S-15,535
- SSR-181,507
- Сунепитрон
- Трифторметилфенилпиперазин
- Ксалипроден